# Coleophora semicinerea
Coleophora semicinerea é uma espécie de mariposa do gênero Coleophora pertencente à família Coleophoridae.